# Die stumme Serenade
Die stumme Serenade (alemany), literalment en català «la serenata silenciosa», op. 36, és una òpera en dos actes composta per Erich Wolfgang Korngold sobre un llibret en alemany de Victor Clement. Es va estrenar el 10 de novembre de 1954 al Theater Dortmund de Dortmund.